# Dragon Attack: A Tribute to Queen
Dragon Attack: A Tribute to Queen è un album tributo dedicato ai Queen realizzato nel 1997 per la De Rock Records.

## Tracce
1. I Want It All
2. Sheer Heart Attack
3. Another One Bites The Dust
4. Save Me
5. We Will Rock You
6. We Are The Champions
7. Tie Your Mother Down
8. Get Down Make Love
9. Keep Yourself Alive
10. One Vision
11. It's Late
12. Love of My Life (traccia bonus solo giappone)

## Formazioni
1. Robin McAuley (voce), Chris Impellitteri (chitarra solista), Bob Kulick (chitarra), Edward Harris Roth (tastiere), Jay Schellen (batteria)
2. James LaBrie (voce), Marty Friedman (chitarra), Tony Franklin (basso), Carmine Appice (batteria)
3. Adam (voce), John Petrucci (chitarra), Rudy Sarzo (basso), Tommy Aldridge (batteria)
4. Jeff Scott Soto (voce), Bruce Kulick (chitarra), Michael Sherwood (piano), Ricky Phillips (basso), Eric Singer (batteria)
5. Paul Shortino (voce), Bob Kulick (chitarra), Jay Schellen (batteria), Matt Laurent (cori), Nick Dio (cori)
6. Paul Shortino (voce), Robby Krieger (chitarra solista), Bob Kulick (chitarra), Michael Sherwood (piano), Tony Franklin (basso), Carmine Appice (batteria), Matt Laurent (cori), Nick Dio (cori)
7. Lemmy Kilmister (voce), Ted Nugent (chitarra), Bob Kulick (chitarra), Rudy Sarzo (basso), Tommy Aldridge (batteria)
8. Glenn Hughes (voce), Jake E. Lee (chitarra), Bob Kulick (chitarra), Tony Franklin (basso), Carmine Appice (batteria)
9. Mark Boals (voce), Yngwie Malmsteen (chitarra), Rudy Sarzo (basso), Tommy Aldridge (batteria)
10. James LaBrie (voce), Bruce Bouillet (chitarra), Bob Kulick (chitarra), Ricky Phillips (basso), Jay Schellen (batteria)
11. John Bush (voce), Scott Ian (chitarra, cori), Zachary Throne (chitarra, cori), Joey Vera (basso, cori), Jason Ian (batteria, cori)
12. Mark Slaughter (voce, chitarra), Bob Kulick  (chitarra acustica), Michael Sherwood (piano, arpa), Billy Sherwood (basso, percussioni)